# Baetisca escambiensis
Baetisca escambiensis is een haft uit de familie Baetiscidae. De wetenschappelijke naam van de soort is voor het eerst geldig gepubliceerd in 1955 door Berner.
De soort komt voor in het Nearctisch gebied.